# Mercury-Atlas 7
Mercury-Atlas 7 (MA-7) s kabinou pojmenovanou Aurora 7 byla pilotovaná kosmická loď USA z programu Mercury agentury NASA, druhý americký pilotovaný let na orbitální dráze Země. Je katalogizována v katalogu COSPAR jako 1962-019A, čtvrtá loď ze Země.

## Posádka
- Scott Carpenter (1)

V závorkách je uvedený dosavadní počet letů do vesmíru včetně této mise.

### Záložní posádka
- Walter Schirra

### Delta 7
- Donald Slayton

Původně měl let Mercury-Atlas 7 pilotovat astronaut Donald Slayton (v záložní posádce Walter Schirra). V průběhu tréninku na centrifuze však u něj byla zjištěna srdeční arytmie, takže byl odvolán. Pokud by letěl, kabina by se jmenovala Delta 7, protože se jednalo o čtvrtý pilotovaný let a písmeno delta (Δ) je čtvrté v řecké abecedě.

## Parametry mise
- Hmotnost: 1350 kg
- Perigeum: 154 km
- Apogeum: 260 km
- Orbitální inklinace: 32,5 °
- Doba oběhu: 88,3 minut
- Nosná raketa: Atlas

## Průběh letu

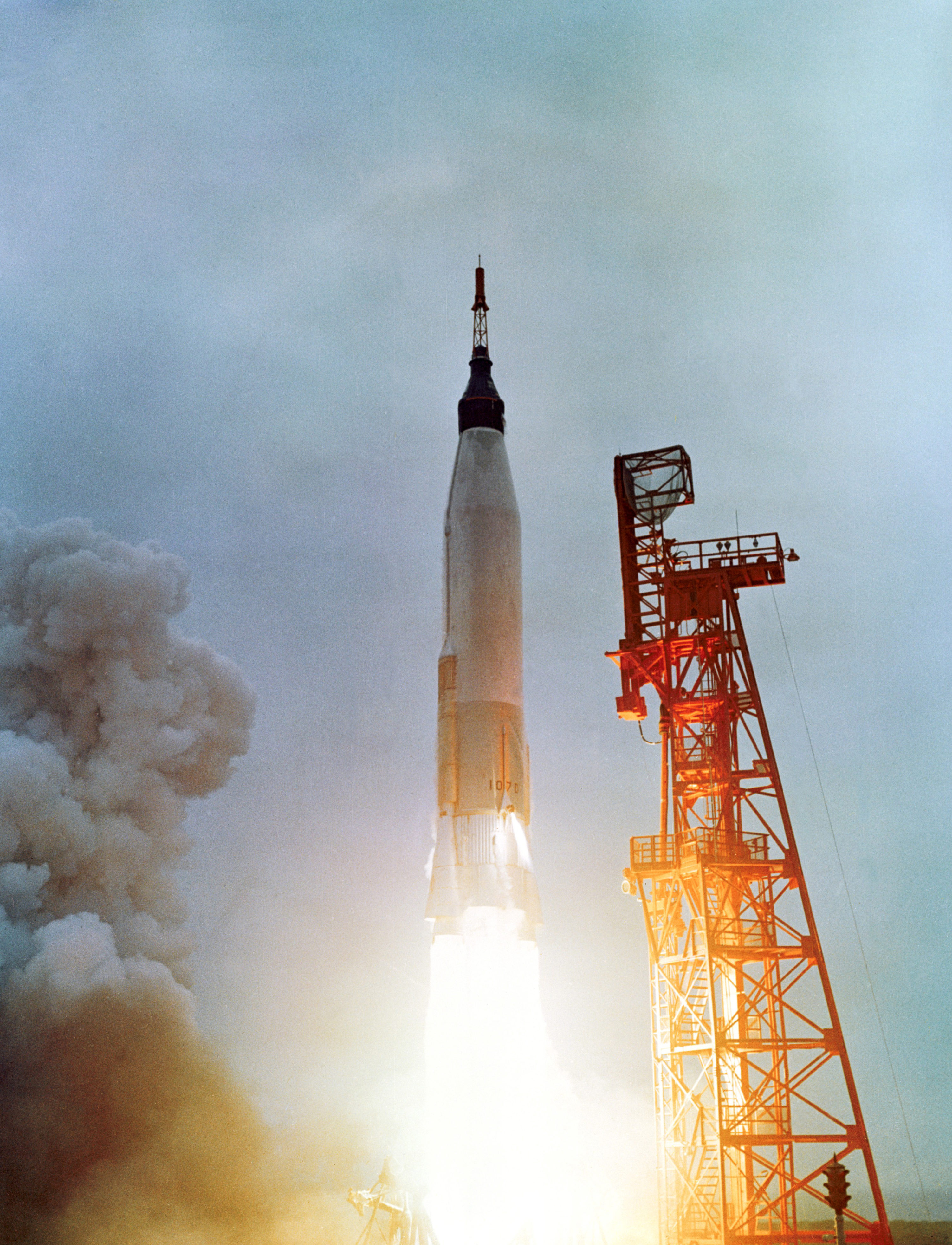
Start letu Mercury-Atlas 7

Kosmická loď Mercury s kabinou a volacím znakem Aurora 7 odstartovala po mnoha odkladech díky nosné raketě Atlas ze startovací rampy LC-14 na vojenské základně Cape Canaveral 24. května 1962. Na její palubě byl 37letý Američan, důstojník Scott Carpenter.
Na oběžné dráze pozoroval kosmonaut svítící částice prachu u lodě i západ Slunce a podařilo se mu pořídit fotografie. Kvůli jejich pořizování loď natáčel a spotřeboval příliš velké množství paliva. Neplnil pokyny z řídícího střediska. Brzy se začaly projevovat různé závady, z nichž nepříjemná byla opakované problémy s termoregulací skafandru.

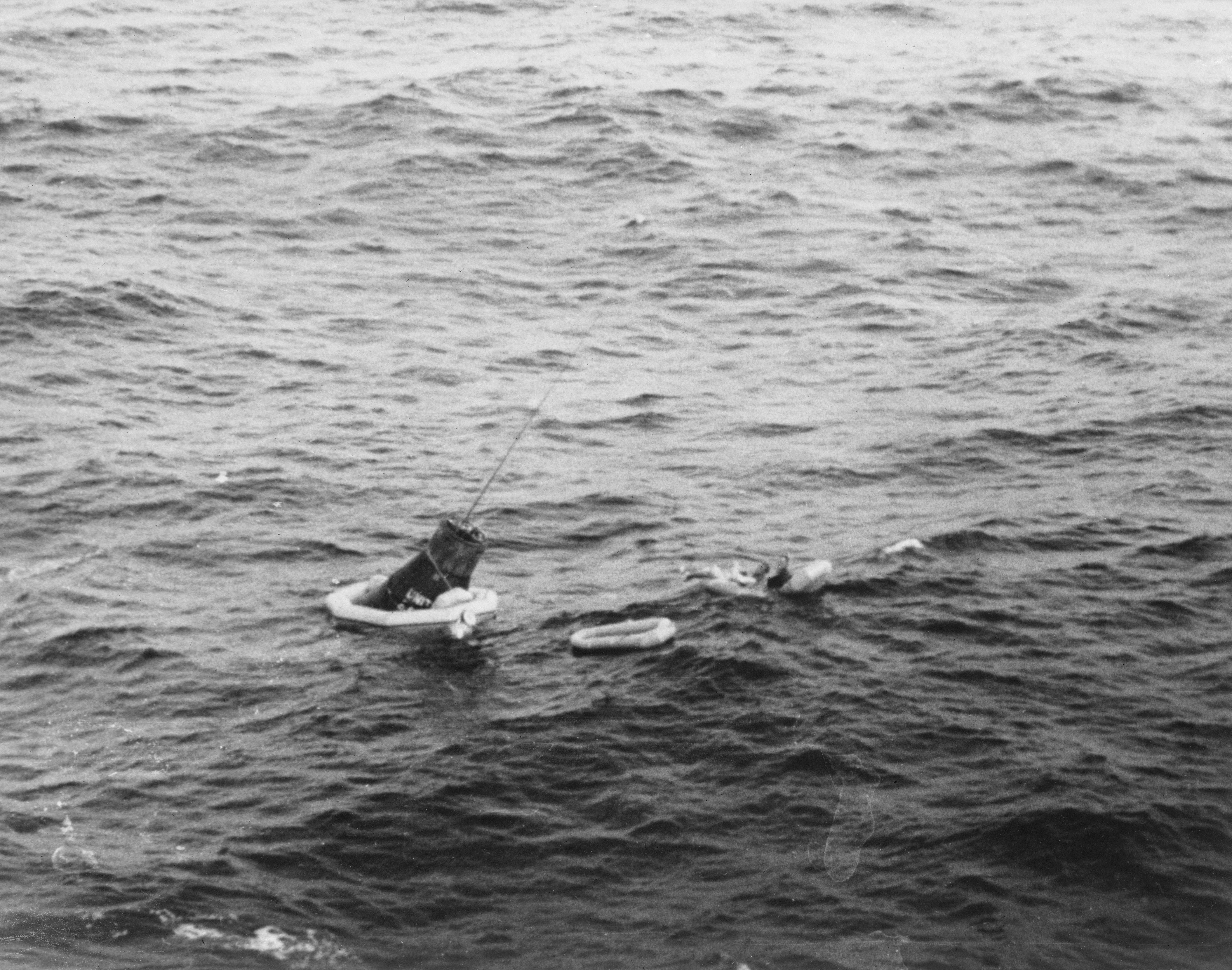
Kabina Aurora 7 s Malcolmem Carpenterem v gumovém člunu po přistání v Atlantiku

Loď absolvovala na oběžné dráze tři oblety za 4 hodiny a 56 minut. Během třetího obletu Země musel Carpenter přejít na ruční řízení a sám takto přistával téměř bez pohonných hmot. Už během přistávacího manévru bylo s kosmonautem a lodí přerušeno spojení. Ještě dlouho po předpokládaném přistání na hladině Atlantiku nikdo o osudu kosmonauta nic nevěděl, až poté byl objeven pátrajícími letadly na hladině v malém záchranném člunu poblíž kabiny daleko od místa předpokládaného přistání (přeletěl o 350 km). Po třech hodinách byl vyzdvižen vrtulníkem na palubu letadlové lodě USS Intrepid. Část fotomateriálů byla mořskou vodou vnikající do kabiny zničena. Kosmonaut kvůli svým chybám do vesmíru vícekrát neletěl. 

## Zajímavosti

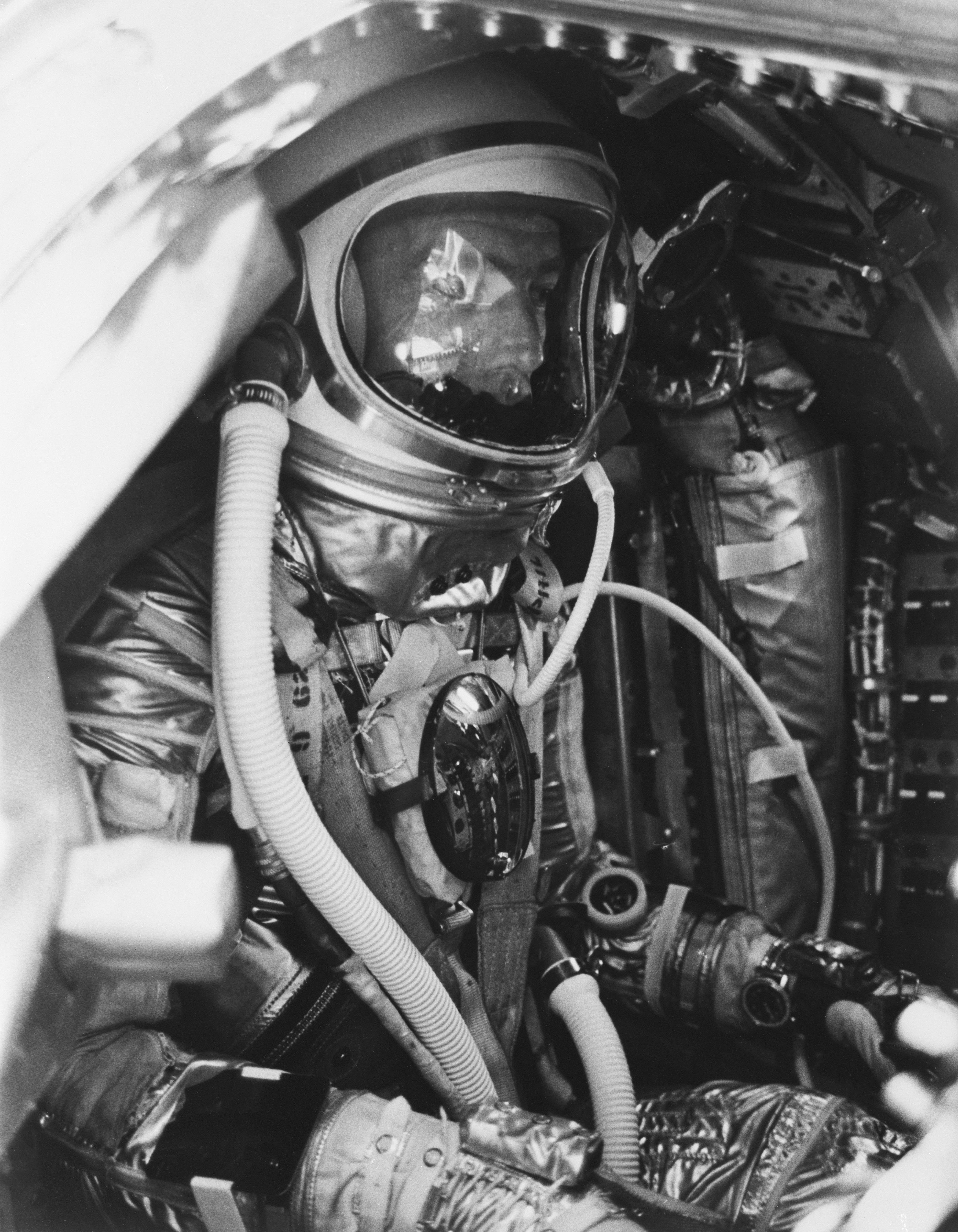
Carpenter v kabině Aurora 7 před startem (s hodinkami Navitimer Cosmonaute na levém zápěstí)

Při příležitosti 60. výročí letu, 24. května 2022, představila švýcarská hodinářská společnost Breitling hodinky, které měl při své misi Carpenter na levé ruce. Hodinky Navitimer Cosmonaute měly speciálním strojek a ciferník, kolem něhož malá ručička obíhala 24 hodin, nikoli jen 12, jak je u hodinek zvykem. Po pobytu ve slané vodě po přistání Aurory 7 hodinky přestaly fungovat a Carpenter požádal Breitling o jejich opravu. Tak však kvůli korozi nebyla možná a firma astronautovi vrátila nové hodinky. Osud původního kusu, který absolvoval kosmický let, dlouho nebyl jasný, ještě v roce 2012 při 50. výročí letu MA-7 Carpenterova letu firma Breitling oznámila, že prohledala své trezory, ale nebyla schopna jej najít. O 10 let později však vyšlo najevo, že stále nerestaurované hodinky byly po celou dobu součástí rodinných archivů rodiny Breitlingů.